# ساندرين كورمان
ساندرين كورمان هي مذيعة وعارضة بلجيكية، ولدت في 12 أبريل 1980 في فيرفييتوا في بلجيكا.

## وصلات خارجية
- ساندرين كورمان على موقع IMDb (الإنجليزية)